# Punk in Drublic
Punk in Drublic (een spoonerisme van "drunk in public", Engels voor openbare dronkenschap) is het vijfde studioalbum van de Amerikaanse punkband NOFX, uitgegeven door Epitaph Records. Het is het best verkochte album van NOFX; het verkreeg de goudstatus in Amerika. Dit zonder op de radio te komen en zonder uitgezonden videoclips (hoewel er wel een is gemaakt voor "Leave It Alone"). Punk in Drublic is ook een van de best verkochte albums van het Epitaph label, samen met Bad Religion's Suffer, The Offspring's Smash en Rancid's ...And Out Come the Wolves.

## Tracklist
- Alle nummers geschreven door Fat Mike behalve wanneer anders wordt vermeld.

1. "Linoleum" - 2:10
2. "Leave It Alone" (Fat Mike, Eric Melvin) - 2:04
3. "Dig" - 2:16
4. "The Cause" - 1:37
5. "Don't Call Me White" - 2:33
6. "My Heart Is Yearning" - 2:23
7. "A Perfect Government" (Mark Curry) - 2:06
8. "The Brews" - 2:40
9. "The Quass" - 1:18
10. "Dying Degree" - 1:50
11. "Fleas" - 1:48
12. "Lori Meyers" - 2:21
13. "Jeff Wears Birkenstocks?" - 1:26
14. "Punk Guy ('Cause He Does Punk Things)" - 1:08
15. "The Happy Guy" - 1:58
16. "Reeko" - 3:05
17. "Scavenger Type" - 7:12

- Het nummer "Scavenger Type" bevat een verborgen track (dat begint op 5:29) waarin gitarist El Hefe imitaties doet van stripfiguren zoals Yosemite Sam en Popeye.